# Miura Narumi
Miura Narumi (三浦 成美, sinh ngày 3 tháng 7 năm 1997) là một cầu thủ bóng đá nữ người Nhật Bản.

## Đội tuyển bóng đá nữ quốc gia Nhật Bản
Miura Narumi thi đấu cho đội tuyển bóng đá nữ quốc gia Nhật Bản.

## Thống kê sự nghiệp
| Nhật Bản  | Nhật Bản | Nhật Bản |
| Năm       | Trận     | Bàn      |
| --------- | -------- | -------- |
| 2018      | 5        | 0        |
| 2019      | 8        | 0        |
| Tổng cộng | 13       | 0        |